# Marvin Nunatak
Marvin Nunatak är en nunatak i Antarktis. Den ligger i Östantarktis. Nya Zeeland gör anspråk på området. Toppen på Marvin Nunatak är 2 090 meter över havet.
Terrängen runt Marvin Nunatak är kuperad åt sydost, men åt nordväst är den platt. Trakten är obefolkad. Det finns inga samhällen i närheten. 